# Dinastia Anuixtigínida
La dinastia anuixtigínida fou una dinastia musulmana iniciada a la regió de Coràsmia, centrada al voltant de Khivà, que va governar l'Imperi Corasmi del 1077 al 1220 i en alguns territoris del 1224 fins al 1231. L'Imperi Corasmi fou un estat de Pèrsia vassall de l'Imperi Seljúcida i independitzat el segle xi.
La dinastia fou iniciada per Anuixtigin, formalment un esclau designat pels seljúcides com a governador de Khwarezm. El seu fill, Qutb-ud-Din Muhàmmad (I), esdevingué el primer sobirà hereditari, i el darrer fou Muhàmmad Alà-ad-Din, que volia erigir-se en un campió de l'islam contra els mongols pagans, i cridà a la guerra santa, i en atacar-los va provocar la invasió de Genguis Kan, que el va vèncer tot i disposar de moltes menys tropes. L'imperi va sobreviure fins a la invasió mongol del 1220.

## Història

### Anuixtigin
El soldà seljúcida Màlik-Xah I hi va enviar com a governador de Coràsmia, vers 1077, al seu esclau Anuixtigin que fou el fundador de la dinastia anuixtigínida o dels anuixtigínides. El 1096 (o 1097) el soldà Barkyaruk va nomenar governador un altre esclau, Ekindji ben Kodjkar, amb el títol de xa de Coràsmia, però va morir al cap de pocs mesos, i el títol i govern fou confiat al fill d'Anuixtigin, Kutb al-Din Muhammad (Ghardjai), lleial al gran soldà seljúcida i que anava sovint a la cort del sultà. Amb ell el govern va esdevenir hereditari. El seu fill Ala al-Din Atsiz fou independent de fet però va romandre lleial a Sandjar fins al final.

### Atsiz ibn Muhammad ibn Anuixtigin
El 1127 va pujar al govern com a vassall seljúcida el turc Atsiz (1127-1156). Quan es va voler fer independent fou derrotat per Sandjar, el soldà seljúcida del Gran Khorasan, el 1138, i expulsat del país. Tanmateix, Atsiz va aconseguir el perdó poc després, per la generositat del sultà, i va recuperar el govern (1141). La derrota de Sandjar a Qatwan, contra els kara-khitai (9 de setembre de 1141) va afavorir les pretensions d'Atsiz, que es va revoltar altre cop, va entrar al Khorasan i va ocupar temporalment Nixapur i Merw, però no s'hi va poder mantenir davant el contraatac de Sandjar, però va restar independent.
El 1143/1144 Sandjar va envair Coràsmia, i altre cop el 1147. La segona vegada Atsiz, assetjat a Urgendj, va obligar Atsiz a renovar el seu vassallatge; però les tribus dels oghuz (o dels ghuz) que vivien a la regió de Balkh es van revoltar contra Sandjar quan aquest els va voler imposar les normes d'administració regular i la fiscalitat persa. Sandjar fou fet presoner i Merw, Nixapur i altres ciutats del Khorasan foren saquejades (1153). Va aconseguir ser alliberat el 1156 i va morir el 8 de maig de 1157. Els caps oghuz van reconèixer la sobirania del xah de Coràsmia, Arslan, successor d'Atsiz.

### Arslan
Arslan Abul Fath Tadj al-dunya wa-l-din (1156-1172) va gaudir de més independència amb la mort de Sandjar i l'enfonsament de la potència seljúcida. Ara els kara khitai exigien el pagament del tribut que abans es pagava als karakhànides, ja que aquests havien passat a l'imperi kara khitai. Coràsmia va haver de portar el tribut al ordo del gur khan a Semirechie, ja que el que li interessava eren els dominis karakhànides de Transoxiana. El 1158 Il Arslan va envair Transoxiana a petició del kan de Samarcanda enfrontat amb les seves turbulentes tropes de karlucs.

### Alà-ad-Din Tekixi Sultan Xah
El xa Arslan va morir el 1172 i els seus dos fills Takaix (Tekix) i Sultan Xah es van disputar el poder. El primer fou derrotat i es va refugiar amb els kara-khitai, on la reina regent, Ye-liu Che va encarregar al seu marit d'anar a restablir a Takash, cosa que es va produir el desembre del 1172. Tanmateix, Takaix no fou fidel a l'aliança kara-khitai i aquests van donar llavors suport al seu germà Sultan Xah, al que van donar un exèrcit per anar a prendre el poder a Coràsmia; amb aquest exèrcit Sultan va començar la conquesta de Khorasan (1181: conquesta de Merw, Sarakhs i Thus). Sultan va regnar a Khorasan fins a la seva mort el 1193, i després els seus dominis van passar a Tekix.
Tekix va poder frenat als gúrides al Gran Khorasan i donar el cop de gràcia al soldanat seljúcida a Pèrsia occidental. Va rebre el suport dels kara khitai, contra els que després es va revoltar i quan van envair el país els va derrotar obrint els dics i inundant les terres. Al nord va assegurar les seves fronteres amb arranjaments amb els turcs quipxaqs i altres tribus turcmanes del curs inferior del Sirdarià. Entre aquests turcmans de les estepes, que eren bàrbars i molts també pagans, Coràsmia va reclutar els seus exèrcits.
El 1192 es va dirigir a Rayy i va exigir als atabegs seljúcides i ildegízides de la Pèrsia occidental de fer la khutba en el seu nom (després del nom del califa abbàssida). El 1193 va tornar a Pèrsia occidental. El 1194 va derrotar a Toghrul ben Arslan, darrer soldà de la línia dels grans seljúcides, posant fi a la dinastia a Pèrsia. Va ocupar llavors tot el Djibal, fins a Hamadan a l'oest i les seves possessions van esdevenir frontereres amb les del califa. El 1199 el califa va considerar prudent de conferir-li el soldanat de l'Iraq Adjemi (Pèrsia occidental), del Khorasan i de Turquestan. El 1200 Tekix va morir i el Djibal es va revoltar i va massacrar a totes les guarnicions que el rebels van trobar al país.

### Alà-ad-Din Muhàmmad
Va succeir el seu pare, Tekix (1200-1220). Va seguir una política anti califal i va fer front als gúrides. Ràpidament va conquerir l'Afganistan als gúrides on regnava Muhammad de Ghor (1163-1203). Aquells havien conquerit Herat el 1775 o 1176 i això els havia enfrontat des de llavors als xas de Coràsmia; el primer gran combat fou a l'Amudarià (1204) en què els gúrides van obtenir la victòria i van assolar Coràsmia. Ala al-Din Muhammad va demanar ajut a al gurkhan dels kara-khitai, el seu nominal sobirà, que va enviar al general Tayanku-Taraz i al kan karakhànida Uthman (1200-1212), senyor de Samarcanda. Amb aquest reforç Ala al-Din va derrotar els gúrides a Hazarasp (1204). Els kara-khitai van empaitar als gúrides i els van derrotar completament a Andhakui a l'est de Balkh (setembre-octubre del 1204). A la mort de Muhammad de Ghor el 1206, Ala al-Din va recuperar Herat i va entrar a la mateixa Ghor (desembre del 1206).
El 1210 es va revoltar contra els kara khitai d'acord amb Kutxtlug, el cap naiman refugiat al país; a l'atac de Muhammad els kara khitai van contestar ocupant el kanat de Samarcanda, que era vassall de Coràsmia. Aviat va fer aliança amb Uthman de Samarcanda i junts van ocupar Bukharà, i es va establir la sobirania dels xas de Coràsmia sobre els karakhànides de Transoxiana. Els kara-khitai van reaccionar i van recuperar Samarcanda, però el general Tayanku fou fet presoner en una batalla lliurada en un lloc incert, bé a l'estepa d'Ilamish, prop d'Andidjan a Fergana o bé a l'estepa de Talas (1210) perdent definitivament el país. L'exèrcit kara khitai es va replegar cap a Balasagun però els habitants, turcs d'origen, els van tancar les portes; els soldats kara khitai van conquerir la ciutat a l'assalt i la van saquejar. Tanmateix, en el mig d'aquesta anarquia, el kan Tche-lu-ku va ser fet presoner per Kutxtlug (1211) que de facto va assolir el poder.
El 1212 Uthman de Samarcanda va refusar obediència al xa de Coràsmia. Ala al-Din va avançar cap a la seva capital, la va conquerir i saquejar i va fer executar Uthman, que fou el darrer representant de la dinastia karakhànida que havia governat Transoxiana durant més de dos segles.
Per un temps la capital es va instal·lar a Samarcanda. La resta de les possessions karakhànides a Transoxiana van passar també a Coràsmia. Muhammad va conservar el títol de xa de Coràsmia, però hi va ajuntar el de sultà. Entre 1211 i 1213 Kutxtlug es va enfrontar amb el seu antic aliat Muhàmmad de Coràsmia per la delimitació de les fronteres entre ambdós; Coràsmia va governar per un temps al nord de la línia del Sirdarià cap a Otrar, Chah (Taixkent), i Sairam (Ishidjab), però finalment es va retirar al sud del riu.
El 1215 Ala al-Din va completar la conquesta de l'Afganistan ocupant Gazni. Fou llavors segurament quan Ala al-Din va agafar el títol de sultà.
El 1217 Ala al-Din va fer una passejada militar triomfal a la Pèrsia i va rebre l'homenatge dels atabegs o governadors turcs independents i hereditaris que governaven a les diverses províncies perses, especialment els salghúrides de Fars. Va pujar fins Hulwand als Zagros a la frontera amb els dominis abbàssides i enfrontat amb el califa va estar a punt de marxar contra Bagdad. L'atabeg de l'Azerbaidjan, país al que Ala al-Din no havia entrat, es va reconèixer com a vassall espontàniament. En aquest moment l'imperi dels xas de Coràsmia dominava entre el Sirdarià, el Pamir i el Waziristan a l'est, i l'Azerbaidjan, Luristan i Khuzestan a l'oest, inclosa la Transoxiana, Afganistan i quasi tota Pèrsia.

## Crisi interna
No hi havia una força de clan o ètnica darrere el sultà, les poblacions eren heterogènies i l'imperi no s'havia consolidat. L'exèrcit el formaven mercenaris reclutats aquí i allà, especialment entre les tribus turcmanes dels ghuz (oghuz) i els qanqli de l'estepa kirguís. La família reial estava dividida: la reina mare Turkan-khatun, mare de Muhammad Ala al-Din, detestava al seu net Djalal al-Din, el fill preferit de Muhammad. Aquest volia erigir-se en un campió de l'islam contra els mongols pagans, i cridava a la guerra santa, però estava enfrontat amb el califa de Bagdad i el califa Nàssir (1180-1225) el considerava el seu pitjor enemic i preferia als mongols, Fins i tot a Transoxiana, Muhammad s'havia guanyat l'hostilitat del clergat musulmà quan el 1216 va fer executar al xeic Medjd al-Din al-Bagdhdí de l'orde religiós dels sufites kubrawis.

## Guerra contra els mongols

### Antecedents
La guerra era inevitable. La iniciativa fou de Coràsmia quan van detenir a una caravana mongola a Otrar a la frontera en la qual viatjaven només comerciants musulmans i l'enviat mongol Uquna; els comerciants van ser assassinats per orde del governador local Inatchiq conegut pel seu títol de Qadir khan. Genguis Kan va demanar reparacions i no li foren donades

### L'atac dels mongols
El 1219 els mongols van preparar el seu exèrcit (estiu) a l'alt Irtix. A la tardor Genguis Kan va arribar a Qayaligh al sud-est del Baikal en territori karluc, on se li va unir el rei Arslan kan dels karlucs, amb les seves forces; després se li van unir Suqnaqtegin, rei d'Almaligh, i Bartchu, idiqut dels uigurs. Barthold pensa que l'exèrcit format arribava a una xifra entre 150 mil i 200 mil homes. Muhammad disposava de més forces però les va repartir en tota la línia del Sirdarià i les fortaleses de la Transoxiana i així en cada lloc disposava de menys efectius que l'enemic. Genguis Kan va atacar per Otrar, on va quedar una divisió a les ordes de Txagatai i Ogodai, fills del gran kan; una altra divisió sota comandant de Jotxi,el fill gran de Genguis Kan va baixar pel Sirdarià i va ocupar Sighnaq (prop de la moderna ciutat de Turkestan) i Djend (porop de la moderna Perovsk); un grup de cinc mil mongols va ocupar Benaket, a l'alt Sirdarià, a l'oest de Taixkent i van assetjar Khodjend, on era governador Timur malik, que després d'una enèrgica defensa va poder fugir en barca pel riu; i el mateix Genguis Kan amb el seu fill Tului va avançar cap a Bukharà on va arribar el febrer de 1220; la guarnició turca va intentar escapar, però fou descoberta i massacrada. La població es va rendir (10 o 16 de febrer de 1220); la ciutadella, defensada per 400 homes, fou conquerida i tots els defensor massacrats. La ciutat fou saquejada metòdicament però la vida dels habitants fou respectada excepte la dels que intentaven resistir a la violència i saquejos (generalment clergues musulmans). La ciutat fou finalment destruïda per un incendi que Djuweyni pensa que fou involuntari.
De Bukharà Genguis Kan va avançar cap a Samarcanda on se li van unir Txagatai i Ogodei que acabaven de conquerir Otrar. Un intent de sortida dels defensors va acabar en desastre i al cap de cinc dies la ciutat es va rendir (març de 1220). Igualment fou saquejada una vegada fou buidada dels habitants (per fer el saqueig més fàcil). Un part dels pobladors foren morts però els considerats útils com artesans o treballadors qualificats foren enviats a Mongòlia. La guarnició turca, que s'havia passat voluntàriament als mongols, fou tot i així massacrada. En canvi el clergat musulmà no va oferir resistència i fou respectat. Els que van sobreviure van poder tornar a Samarcanda, però només quedava gent per omplir un barri.
A l'abril de 1220 fou conquerida la vella capital, Urgendj (Gurgandj) prop de Khivà, després d'un setge dirigit per Jotxi i Txagatai, als que cap al final va anar a ajudar Ogodei. Tota la població fou massacrada excepte els artesans qualificats que foren enviats a Mongòlia. La ciutat fou destruïda fent passar per damunt de la població les aigües del riu Amu-Darya.

### Mort de Muhàmmad
Muhammad va fugir a Balkh i d'allí cap al Khorasan occidental refugiant-se a Nixapur primer i després a Qazwin. Genguis va enviar en persecució seva als general Djebé i Subotai. Balkh va obrir les portes als mongols i fou perdonada rebent un governador, però Muhammad ja havia sortit de la ciutat. Nixapur també es va rendir i va enviar una delegació i Djebé anava despresa i no es va aturar acceptant la submissió. Subotai en canvi va saquejar Thus, Damghan i Semnan. Els dos generals van arribar a Ray (Rayy, Rai, Reyy, Reiy) on van massacrar a tots els homes i van fer esclaus a dones i criatures. Van passar al costat de Hamadan i finalment van atrapar a Muhammad a Qarun, però aquest va fugir al darrer moment i en van perdre el rastre. Llavors es van venjar i van retornar destruint Zendjan i Qazwin. Mentre Muhammad es va refugiar a un illot de la mar Càspia enfront d'Abeskun on va morir de cansament el desembre del 1220.

### Enfonsament del regne
Després d'això Genguis Kan va creuar l'Amudarià el 1221 cap a l'Afganistan i Khorasan perseguint les forces del xa. Balkh fou ocupada i tot haver-se sotmès, fou destruïda i cremada i els habitants massacrats. Al Khorasan Genguis Kan va enviar el seu fill Tului que va ocupar per capitulació la ciutat de Merv on la major part de la població fou assassinada. (febrer del 1221) en una matança presidida per Tului, de la que només es van salvar 400 artesans; el mausoleu del soldà seljúcida Sandjar fou cremat i el sepulcre violat. La tradició diu que un clan nòmada oghuz que pasturava per la regió va emigrar cap Àsia Menor on va rebre terres del soldà de Rum i va acabar establint l'Imperi Otomà.
Després Tului va anar cap a Nixapur que el novembre del 1220 havia rebutjat un atac del general mongol Toqutchar, gendre de Genguis Kan. Tului va conquerir la ciutat (10 d'abril de 1221) i la va destruir. La vídua de Toqutchar va presenciar la matança; per evitar simulacions els caps dels assassinats foren tallats i es van fer piràmides de caps humans. Fins i tot els gossos i gats van ser morts. Pop de Thus, els mongols van destruir el mausoleu del califa Harun ar-Raixid. Després Tului es va dirigir contra Herat, on la guarnició romania lleial al xa, però on la població civil va obrir les portes als mongols; aquesta vegada els soldats foren massacrats però es va respectar la vida dels civils.
Tului es va reunir amb Genguis Kan a Talikan, on també van arribar Txagatai i Ogodai que venien d'ocupar Urgendj. Talikan fou destruïda i Genguis va travessar l'Hindu Kush per anar a assetjar Bamian. En el setge fou mort Mutugen, fill de Txagatai i net preferit de Genguis. Fou aquest qui va comunicar a Txagatai la notícia i la va prohibir plorar; la ciutat fou destruïda fins als fonaments i no es va fer botí ni presoners, tot fou destruït i tots foren morts. El lloc de la ciutat fou declarat maleït.
Djalal al-Din Manguberti fill del xa Muhàmmad de Coràsmia, havia pogut escapar del desastre de Transoxiana i Khorasan i va poder creuar un cordó de tropes mongoles a Nish (Nissa) arribant a Ghazni on va poder reconstituir un exèrcit. Va derrotar a un cos de l'exèrcit mongol dirigit per Chigi-qutuqu a Perwan al nord de Kabul i Genguis Kan va voler venjar la derrota del seu general i va avançar cap a Ghazni, on Djalal al-Din no el va esperar; la ciutat no va oferir resistència, i Genguis Kan, volent perseguir a Djalal al-Din, la van deixar en pau de moment, retardant per més tard la seva destrucció. Finalment va atrapar a Djalal al-Din a la vora del riu Indus i el va derrotar totalment (24 de novembre de 1221) però Djalal va poder travessar el riu armat, tot i una pluja de fletxes i llances que intentaven matar-lo, i va poder refugiar-se a la cort del soldà de Delhi (desembre de 1221). Sobre sol indi no fou perseguit fins al 1222 quan un destacament dirigit pel noble (noyan) djalair Bala, va arribar en missió de reconeixement fins a Multan, però es van retirar per causa de la calor. La família de Djalal al-Din va caure en mans dels mongols que van matar a tots els mascles.
Mentre la derrota mongola a Perwan havia encoratjat la resistència, Genguis Kan va retornar a Ghazni on va matar a tota la població excepte com sempre als artesans que podien ser enviats a Mongòlia. Herat, que després de la batalla de Perwan s'havia revoltat (novembre del 1221), va ser assetjada pel general mongol Aldjigidai que la va ocupar després de sis mesos (14 de juny de 1222); tota la població fou degollada i aquesta feina va ocupar una setmana. A Merv els retornats a la ciutat van cometre la bogeria de matar el prefecte deixat per Tului, un persa, i proclamar a Djalal al-Din, i el general Chigi-qutuqu va anar a la ciutat i va matar fins al darrer habitant amb gran minuciositat. Fins i tot els mongols van fer veure que se n'anaven i es van amagar no gaire lluny, i quan els que s'havien pogut amagar sortien, foren sorpresos pels mongols i morts com la resta.

### Victoria final dels mongols
Els mongols ja no tenien dificultats per ocupar fortaleses en part perquè com a salvatges, inspiraven un terror enorme a les poblacions, però principalment per utilitzar a indígenes com escuts humans, que omplien les fosses defensives i protegien als atacants mongols, encara que morien a milers; sovint aquesta gent, reclutada als poblets a l'entorn de les ciutats emmurallades, eren vestits com a mongols i portaven banderes mongoles i això tenia encara l'efecte de què els assetjats veiessin un exèrcit atacant molt més nombrós del que era. Els escuts humans que se salvaven, bé per poca resistència o després de morir la major part, eren executats, ja que no tenien cap utilitzat.
Mentre els generals Djebé i Subotai, amb uns 25.000 homes, una vegada mort el xa Muhàmmad, van continuar el seu avanç cap a l'oest, Després del saqueig de Rayy amb la massacra de tota la població el 1220. Després de Rayy, i a petició dels musulmans, van anar a destruir el focus xiïta de Qum, on van matar a la població sembla que en part obligats per motius polítics. Hamadan s'havia sotmès espontàniament i els generals es van acontentar amb un fort tribut; després van destruir Zendjan i segurament van conquerir a l'assalt Kazwin (Qazwin) on tota la població fou massacrada com a càstig. El darrer atabeg turc de l'Azerbaidjan, el vell Ozbeg, va comprar la seva retirada del país de Tauris (Tabriz), però al cap d'uns mesos van tornar i van saquejar Maragha utilitzant la tàctica dels escuts humans, i amb massacra de la població al final (mars del 1221). Llavors van decidir anar a Hamadan on van voler cobrar altre cop tribut; la ciutat, sense recursos, va resistir, i fou presa a l'assalt, i tota la població massacrada; Hamadan fou cremada; seguidament van passar a Ardebil on igualment van saquejar la ciutat; i llavors van enfilar cap al Caucas
Djalal al-Dun Manguberti, el xa refugiat a Delhi amb Iltutmix (1221), es va casar amb la filla d'aquest, i aviat va conspirar contra el seu sogre; Iltutmix el va expulsar del soldanat. Coincidia aquest moment amb la sortida dels mongols cap al Turquestan, deixant Pèrsia virtualment sense administració, amb les ciutats destruïdes i el país en plena anarquia; més que una conquesta per un exèrcit regular havia estat el pas d'una horda durant tres anys, arruïnant tot el que trobaven al seu pas. El 1224 Djalal al-Din es va presentar a l'Iran i els atabegs o atabeks (governadors turcs hereditaris) de Kirman (el turc Burak Hadjib de la dinastia kutluqkhànida) i de Fars (Said ben Zengi 1195-1226, de la dinastia salghúrida o dels salghúrides) el van reconèixer com autoritat legitima. Djalal va sortir de Siraz i va anar a Esfahan que va arrabassar (1224) al seu germà Ghiyath al-Din que s'hi havia creat un principat, i després es va dirigir a l'Azerbaidjan on governava Osbeg, de la dinastia turca que dominava el país després del 1136, i que havia evitat la invasió mongola mitjançant el pagament d'un fort tribut. Djalal al-Din va conquerir Tabriz per capitulació i fou reconegut a tota la província. Tot seguit el xa es va dirigir contra Geòrgia on governada la reina Russudan (1223-1247) germana i hereva de Giorgi IV de Geòrgia (Georgi Lasha). Els georgians foren derrotats a Karni o Garni (agost del 1225); en una segona incursió Djalal va saquejar Tbilisi on va destruir totes les esglésies cristianes (març de 1226). Encara va tornar una tercera vegada el 1228, i va vèncer a Mindor, prop de Lori, a l'exèrcit georgià dirigit pel noble Ivané. Amb aquestes expedicions, al mateix temps, Djalal al-Din va consolidar el seu poder a l'Azerbaidjan.
Djalal al-Din era més un militar que un polític. Aviat es va enfrontar a altres sobirans musulmans de l'Àsia occidental; el 1224 va amenaçar al Califa de Bagdad amb una invasió dels seus dominis; després va prendre la plaça forta de Khelat (al nord-oest del llac Van) al soldà aiúbida de Damasc, Al-Ashraf (2 d'abril del 1230). Al-Ashraf es va aliar al soldà del Soldanat de Rum, Kaykubad I, i junts van derrotar a Djalal al-Din prop d'Erzindjan (agost del 1230).
Justament el 1230 Ogodai havia enviat a Pèrsia un exèrcit de 30000 homes per fer front a la inesperada restauració dels xas, sota la direcció del general i noble Tchormaghan o Tchormaqan. A l'hivern del 1230 al 1231 van arribar a l'Iran pel Khorasan i Rayy, i es van dirigir de dret a l'Azerbaidjan abans que Djalal al-Din, que generalment vivia a Tabriz, pogués reunir les seves forces. Djalal es va esverar i va fugir cap a la plana del Moghan o Mukan, i cap a l'Arran, prop de la desembocadura dels rius Araxes i Kura, i d'allí va passar al Diyarbekir, perseguit pels mongols, i a les muntanyes d'aquest regió fou obscurament assassinat per un camperol kurd (15 d'agost de 1231).

## Llista de governants
- Anuixtigin 1077-1096
- Ekintxi 1096/1097
- Arslan Tigin Mohammed Qutb al-Din 1096/1097-1127
- Atsiz ibn Muhammad ibn Anuixtigin 1127-1156
- Il-Arslan Abul-Fath 1156-1172
- Alà-ad-Din Tekix Abul-Muzzafar Taj al-Dunya wa'l-Din 1172-1200
- Mahmud Abul-Qasim Mahmud (al nord de Khorasan) 1172-1193
- Alà-ad-Din Muhàmmad 1200-1220
- Jalal-ad-Din Mangubertí 1220-1231
- Als mongols 1221/1231-1359